# Ville Pukkila
Tuomas Vilho „Ville” Pukkila (ur. 10 maja 1890 w Vähäkyrö, zm. 7 grudnia 1968 w Van Etten) – zapaśnik reprezentujący Finlandię. Olimpijczyk ze Sztokholmu 1912, gdzie zajął 23. miejsce w wadze lekkiej.
Trzeci na mistrzostwach kraju w 1910 roku.

## Letnie Igrzyska Olimpijskie 1912
| Konkurencja             | Rundy eliminacyjne       | Rundy eliminacyjne | Rundy eliminacyjne   | Klas. końcowa |
| Konkurencja             | Przeciwnik I             | Przeciwnik II      | Przeciwnik III       | Miejsce       |
| ----------------------- | ------------------------ | ------------------ | -------------------- | ------------- |
| 67,5 kg styl klasyczny. | Alessandro Covre (ITA) P | Bill Hayes (GBR) Z | Bruno Heckel (GER) P | 23.           |